# تویوکاوا ۹۰۶۰
سیارک ۹۰۶۰ (به انگلیسی: 9060 Toyokawa، نامگذاری:1992RM) نه هزار و شصتمین سیارک کشف شده‌است که در ۴ سپتامبر ۱۹۹۲ کشف شد.
قدر مطلق سیارک برابر ۱۴٫۳۰ است.